# Torre Massimiliana (laguna veneta)
La Torre Massimiliana è una fortezza ottocentesca posta sull'isola di Sant'Erasmo nella laguna Veneta, presso l'estremità che si rivolge al Lido. È parte del più vasto complesso del Forte di Sant'Erasmo o Forte Massimiliano, una piazzaforte costruita sotto i Francesi e gli Austriaci su precedenti installazioni difensive.

## Storia
Alcune antiche mappe provano infatti l'esistenza di fortificazioni sul luogo sin dal XVI secolo. Il forte attuale fu innalzato dai francesi (1811-1814), mentre la torre fu voluta dall'arciduca Massimiliano Giuseppe d'Austria-Este (che in seguito vi trovò pure rifugio durante una rivolta) e costruita tra il 1843 e il 1844. Attualmente, dell'insieme restano il cosiddetto ex ridotto e, appunto, la torre.

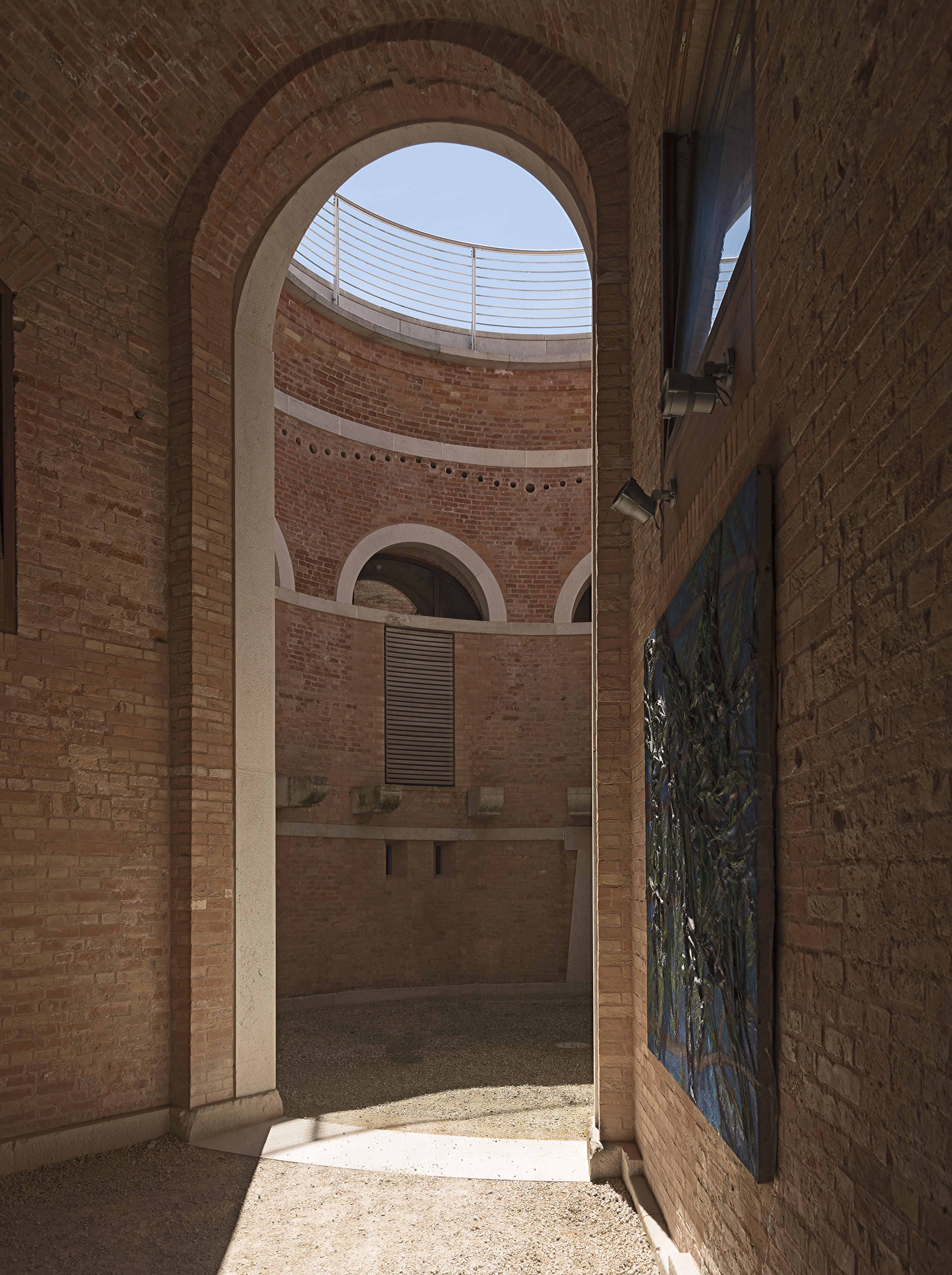
Vista sul cortile.

Le costruzioni seguono un'architettura simile alle altre del genere volute dagli Austriaci (per esempio quelle del Quadrilatero). Alta appena due piani, la torre ha una base poligonale di 25 m di diametro ed è circondata da un fossato acqueo. Sul ripiano superiore erano collocate ben tredici bocche da fuoco, sicché i numerosi cannoni dovevano essere disposti in un modo particolare, distanziati di appena 80 cm. Tuttavia la torre non fu mai molto efficiente dal punto di vista militare, come dimostrarono le prove di tiro successive alla costruzione.
Utilizzata dall'esercito italiano ancora nella seconda guerra mondiale, è rimasta fino alla fine degli anni '90 in stato di abbandono, ricoperta dalla vegetazione, ed utilizzata come magazzino da parte di un agricoltore. Oggi proprietà del comune di Venezia, la Torre Massimiliana è stata restaurata in base all'accordo di programma tra il Comune di Venezia e il Magistrato alle Acque/Consorzio Venezia Nuova, dagli architetti Carlo Cappai e Maria Alessandra Segantini e inserita nel nuovo sistema di infrastrutture e paesaggio dell'isola di Sant'Erasmo.
È in gestione al Parco della Laguna Nord di Venezia.
Nel 2007, in occasione della biennale di Venezia, ospitò una mostra dedicata al pittore Emilio Vedova.